# Геснериевые
Геснериевые (лат. Gesneriaceae) — обширное семейство двудольных растений, близкое к семействам Яснотковые и Норичниковые. Растения разнообразных жизненных форм: многолетние (очень редко однолетние) травы, лианы, полукустарники, кустарники или небольшие деревья. В семействе насчитывается около 3200 видов примерно в 150—160 родах.

## Этимология названия
Типовой род семейства, Gesneria L. (Геснерия, или Геснера), назван в честь Конрада Геснера, швейцарского медика, натуралиста и филолога XVI века.

## Подсемейства
Роды семейства Геснериевые разделены на подсемейства: циртандровые (Cyrtandroideae), геснериевые (Gesnerioideae) и коронантериевые (Coronantherioideae); отличаются ареалом и биологическими особенностями. В частности, циртандровые обитают в основном в Юго-Восточной Азии и на островах Тихого океана — на Гавайях, Новой Гвинее, Соломоновых островах. Подсемейство геснериевые — обитатели неотропики: Мексики, Центральной и Южной Америки и Вест-Индии; коронантериевые немногочисленны в Южной Америке, основная масса обитает в Австралии и северо-западнее, на островах Тихого океана.

## Биологическое описание

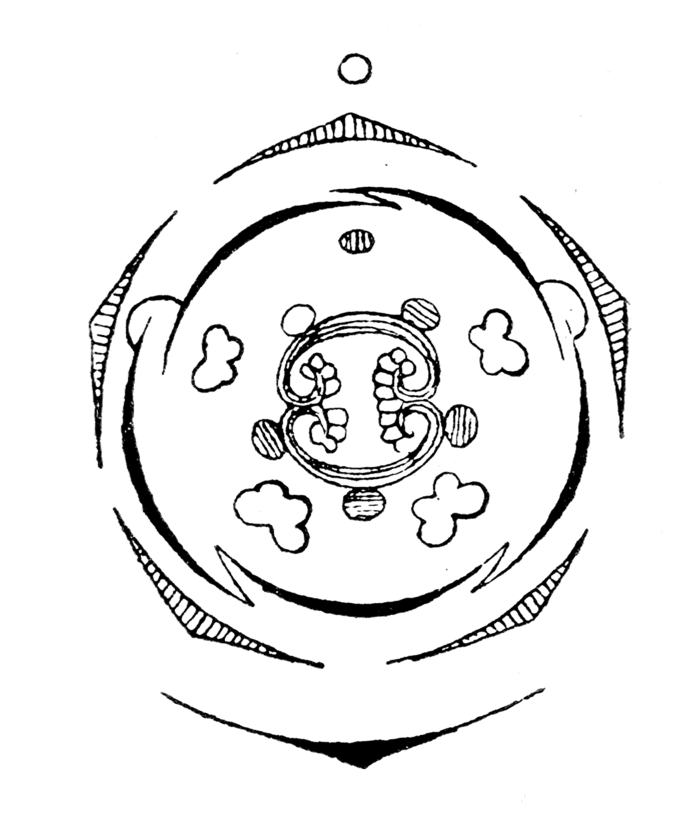
Gesneria pendulina: диаграмма цветка

Растения разнообразных жизненных форм: многолетние (очень редко однолетние) травы, лианы, полукустарники, кустарники или небольшие деревья; с надземными или подземными корневыми побегами, стеблями, корневищами, чешуйчатыми корневищами, клубнями; наземные, эпифитные или скальные растения.
Стебель прямостоячий, приподнимающийся, стелющийся, обвивающийся, свисающий или почти отсутствует.
Листья супротивные, иногда в мутовках по 3 или 4, редко супротивные или спирально расположены на стебле; обычно черешковые; без прилистников; пластинки обычно цельные, очень редко лопастные или перисто-рассеченные.
Стебли и листья почти всегда с железистыми или обычными волосками или опушением.
Соцветие обычно цимозное, реже рацемозное, пазушное, в верхней части растения или терминальное, обычно на цветоносе, с прицветниками.
Цветок 5-членный (очень редко 4-членный).
Чашелистики свободные или сросшиеся в разной степени, равные или неравные;
чашечка обычно актиноморфная, или двугубая.
Венчик сростнолепестный, зигоморфный с двугубым отгибом, реже актиноморфный; трубчатый, воронковидный, колокольчатый с плоским отгибом; белый, синий, фиолетовый, красный, оранжевый, жёлтый, зеленоватый, коричневатый или комбинированной окраски, с точками, пятнышками, штрихами или без них.
Тычинок обычно 4 или 2, редко — (у актиноморфных цветков) 5; обычно есть 1 или 3 стаминодия.
Нити всегда приросшие к венчику, длинные и прямые, или очень короткие, пыльники разных форм.
Нектарник сросшийся с основанием завязи, кольцевой, в виде отдельных желёз, или отсутствует.
Завязь обычно одногнёздная, реже двухгнёздная, верхняя, полунижняя или нижняя, пестик обычно хорошо развит; рыльце головчатое, обычно двулопастное.
Плод раскрывающийся (коробочки) или нераскрывающийся (ягода); коробочки длинные, яйцевидные или шаровидные, септицидные или локулицидные, 2- или 4-створчатые; мясистые ягоды иногда ярко окрашены.
Семена многочисленные, мелкие, обычно овальные или угловаты; разносятся ветром (анемохория), водой (дождь), птицами (орнитохория) или муравьями (мирмекохория).
Благодаря яркой и разнообразной окраске венчика цветов, многие виды геснериевых играют видную роль в садоводстве и оранжерейной культуре.

## Ареал
Обитают главным образом в тропиках и субтропиках Старого и Нового Света, с выдвижением на север: Европа — Пиренеи, Балканский полуостров; Азия: Гималаи, Китай, (Северный Китай включительно); и на юг — юго-запад Австралии, Новая Зеландия, юг Чили. В Юго-Восточной Азии и Америке насчитывается около 60 родов, в Африке 9 родов (ок. 160 видов.), в Европе 3 рода (6 видов). 9 родов — около 20 видов, обитают только в южном полушарии. 2 рода с трансконтинентальным распространением — Rhynchoglossum, представлен и в Азии, и в неотропике; Epithema (один вид в западной Африке, остальные — около 20, в Юго-Восточной Азии.
Самый многочисленный род — Циртандра, объединяет около 700 видов, Колумнея — около 200 видов, Беслерия — около 170 видов. Около 40 родов — монотипные, то есть состоят из 1 вида.

## Изменения в таксономии и классификации (2011)
В связи с реорганизацией рода Хирита (Chirita), одна из его секций, а именно секция Gibbosaccus, а также роды Chiritopsis и Wentsaiboea, включены в род Примулина (Primulina), количество видов которого тем самым увеличивается примерно до 150.
Секция Liebigia выделена в род Liebigia.
Секция Microchirita выделена в род Microchirita.
Секция Chirita: большинство её видов и типовой вид Chirita urticifolia присоединяются к роду Henckelia.
Остальные виды секции Chirita объединяются с заново созданным родом Damrongia.

## Роды
Согласно данным сайта Germplasm Resources Information Network (GRIN) в семейство входят 145 родов. Согласно The Plant List — 164 родов и 3,122 вида.
Некоторые роды
- Aeschynanthus Jack — Эсхинантус
- Alloplectus Mart. — Аллоплектус, до 6 видов
- Chrysothemis Decne. — Хризотемис
- Chirita Buch.-Ham. ex D.Don — Хирита
- Columnea L. — Колумнея, до 200 видов
- Cyrtandra J.R.Forst. & G.Forst. — Циртандра, более 700 видов
- Episcia Mart. — Эписция
- Gesneria L. — Геснерия, или Геснера
- Gloxinia L'Her. — Глоксиния
- Kohleria Regel — Колерия
- Nematanthus Schrad. — Нематантус
- Petrocosmea — Петрокосмея
- Rhytidophyllum Mart. — Ритидофиллум
- Saintpaulia H.Wendl. — Сенполия
- Sinningia Nees — Синнингия
- Streptocarpus Lindl. — Стрептокарпус